# Alexander Ritzmann
Alexander Ritzmann (* 17. September 1972 in Villingen-Schwenningen) ist ein deutscher Politikwissenschaftler und ehemaliger Politiker (FDP).

## Leben
Ritzmann besuchte ein Wirtschaftsgymnasium in Villingen und legte 1994 das Abitur ab. Im Anschluss nahm er ein Studium der Politikwissenschaft an der Freien Universität Berlin auf, das er 2000 als Diplom-Politologe abschloss.
Bei der Berliner Wahl 2001 wurde Ritzmann im Bezirk Charlottenburg-Wilmersdorf in das Abgeordnetenhaus von Berlin gewählt. Im Parlament war er stellvertretender Vorsitzender und innenpolitischer Sprecher der FDP-Fraktion. In der FDP bekleidete er das Amt als Vorsitzender des Bezirksverbandes Charlottenburg-Wilmersdorf. Aufgrund innerparteilicher Differenzen trat er zur Berliner Wahl 2006 nicht mehr an; statt seiner wurde Christoph Meyer für die Landtagswahl nominiert. Mit Ablauf der Legislaturperiode schied Ritzmann aus dem Abgeordnetenhaus aus.
Nach dem Ausscheiden aus der Landespolitik war Ritzmann von 2006 bis 2010 als Berater (Senior Advisor) für die European Foundation for Democracy in Brüssel tätig. Von 2007 bis 2012 war er non-resident Fellow des Think Tanks American Institute for Contemporary German Studies (AICGS) an der Johns Hopkins University in Baltimore und von 2011 bis 2012 Fellow am Brandenburgischen Institut für Gesellschaft und Sicherheit (BIGS). Von September 2012 bis Dezember 2015 arbeitete er als Senior Adviser MENA-Region und Projektleiter im ägyptischen Landesbüro der Deutschen Gesellschaft für Internationale Zusammenarbeit in Kairo. Seit September 2015 betätigt er sich als Wissenschaftlicher Mitarbeiter (Senior Research Fellow) am BIGS.
Er ist Senior Advisor beim Counter Extremism Project (CEP).